# Ludwig Mauthner

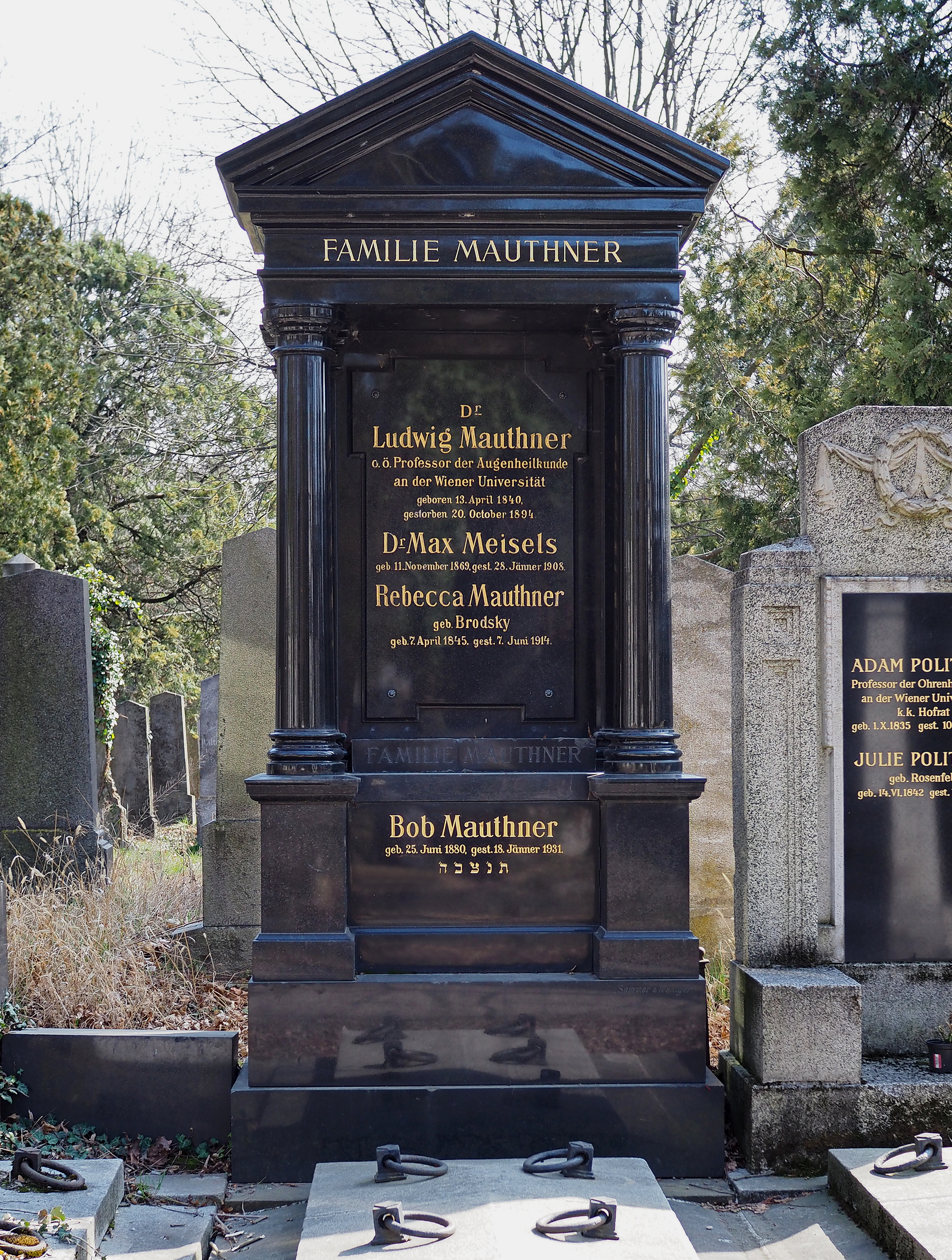
Grobowiec na Starym Żydowskim Cmentarzu w Wiedniu będącym częścią Cmentarza Centralnego

Ludwig Mauthner (ur. 13 kwietnia 1840 w Pradze, zm. 20 października 1894 w Wiedniu) – austriacki lekarz, neuroanatom i okulista. 

## Życiorys
Studiował na Uniwersytecie Wiedeńskim, tytuł doktora otrzymał w 1861 roku. W 1864 został Privatdozentem oftalmologii i w 1869 profesorem na Uniwersytecie w Innsbrucku. W 1877 zrezygnował z katedry w Innsbrucku i powrócił do Wiednia, gdzie ponownie wykładał jako Privatdozent. W 1894 został profesorem, ale zmarł w tym samym roku. W 1899 odsłonięto popiersie Mauthnera na jego macierzystej uczelni.

## Dorobek naukowy
Zajmował się głównie oftalmologią i neurologią. Opisał komórki znane dziś jako włókna Mauthnera w rdzeniu kręgowym ryb.

## Wybrane prace
- Untersuchungen über den Bau des Rückenmarkes der Fische (1859)
- Die Bestimmung der Refractionsanomalien mit Hilfe des Augenspiegels. Wien, 1867
- Lehrbuch der Ophthalmoskopie. Wien, 1868
- Recherches sur la Structure du Système Nerveux. Paris, 1868
- Die Optischen Fehler des Auges. Wien, 1872
- Die Syphilitischen Erkrankungen des Auges. W: Zeissl Lehrbuch der Augenheilkunde, 1873
- Die Sympathischen Augenleiden. Wiesbaden, 1879
- Die Funktionsprüfung des Auges. Wiesbaden, 1880
- Gehirn und Auge. Wiesbaden, 1881
- Die Lehre vom Glaukom. Wiesbaden, 1882
- Die Lehre von den Augenmuskeln. Wiesbaden, 1885
- Die Nicht Nuclearen Augenmuskellähmungen. Wiesbaden, 1886
- Diagnostik und Therapie der Augenmuskellähmungen. Wiesbaden, 1889.